# Općina Odranci
Općina Odranci (slo.:Občina Odranci) je općina u sjeveroistočnoj Sloveniji u pokrajini Prekomurje i statističkoj regiji Pomurje.

## Naselja u općini
U općini Odranci nalazi se jedno naselja Odranci u kojemu živi 1.619 stanovnika.

## Vanjske poveznice
- Službena stranica općine